# Velký Javorník
Velký Javorník är ett berg i Tjeckien.   Det ligger i regionen Mähren-Schlesien, i den östra delen av landet, 280 km öster om huvudstaden Prag. Toppen på Velký Javorník är 909 meter över havet, eller 428 meter över den omgivande terrängen. Bredden vid basen är 12,3 km.
Terrängen runt Velký Javorník är huvudsakligen kuperad, men åt nordost är den platt.Runt Velký Javorník är det ganska tätbefolkat, med 62 invånare per kvadratkilometer. Närmaste större samhälle är Frenštát pod Radhoštěm, 4,3 km nordost om Velký Javorník. I omgivningarna runt Velký Javorník växer i huvudsak blandskog.